# HERO (Mr.Children單曲)
《HERO》，是日本樂團Mr.Children的第24張單曲。2002年12月11日發行。

## 簡介
在前作《Any》之後7個月發行。是樂團主唱櫻井和壽中風康復歸隊後，發行的首張作品。
2002年，櫻井和壽在演唱會彩排時突然昏倒，送往醫院後發現是小腦梗塞。住院期間，櫻井受到啟發寫下了這首溫情感人的歌曲。歌曲的PV以粘土動畫製作。歌詞講述平凡的主人公，為了深愛的人，只能成為懦弱的膽小鬼；只期待別人挺身而出拯救世界而自己苟活著；因為主人公只能想成為心愛的人的英雄，在她跌倒時伸出雙手。
總銷量為55.3萬張，是2003年日本單曲銷量第9位。是Mr.Children自1997年度的《Everything (It's you)》的6年以來，首次單曲進入年度銷量前10位。之後Mr.Children連續6年都有單曲進入年度銷量前十。

## 收錄曲目
1. HERO
作詞、作曲：櫻井和壽；編曲：小林武史 & Mr.Children
繼續前作，作為NTT DoCoMo十週年活動「NTT DoCoMo Group 10th Anniversary」的廣告歌
2. 在寒風中的回家路上（空風の帰り道）
作詞、作曲：櫻井和壽；編曲：小林武史 & Mr.Children

## 外部連結
- 唱片介紹（页面存档备份，存于） Mr.Children官方網站